# Matti Lähde
Matti Lähde (n. 14 mai 1911, Joutseno, Marele Principat al Finlandei, Imperiul Rus – d. 2 mai 1978, Lappeenranta, Kymen lääni⁠(d), Finlanda) a fost un schior de fond ce a reprezentat Finlanda, medaliat olimpic. A participat la o ediție a Jocurilor Olimpice (1936) în care a câștigat o medalie de aur.

## Participări
Lista de mai jos prezintă principalele competiții la care a participat Matti Lähde de-a lungul carierei.
- cross-country skiing at the 1936 Winter Olympics – men's 4 × 10 km relay[*]